# Денис Лихейн
Денис Лихейн (на английски: Dennis Lehane) е американски писател на бестселъри в жанра трилър.

## Биография и творчество
Денис Лихейн е роден на 4 август 1965 г. в историческия квартал „Дорчестър“ на Бостън, Масачузетс, САЩ, в семейството на Майкъл и Ан Лихейн, майстор и сервитьорка, имигранти от Ирландия. Има трима братя и сестра. Животът в квартала е труден, а 70% от тежките престъпления се случват именно в този район.
През 1988 г. завършва Екърд Колидж с бакалавърска степен по социология. В периода 1986-1991 г. работи като терапевт към център за деца с умствени увреждания или емоционална лабилност. През 1993 г. завършва Международния университет на Флорида с магистърска степен по творческо писане. За периода на обучението работи към университета като инструктор по английски език. След дипломирането си, в периода 1993-1995 г., работи като шофьор на лимузина към ходел „Риц-Карлтън“ в Бостън и едновременно пише романи.
Първият му роман „A Drink before the War“ от криминалната поредица „Патрик Кензи и Анджела Дженаро“ е издаден през 1994 г. Романът за двамата частни бостънски детективи е високо оценен от критиката и получава наградата „Шамус“ за най-добър първи детективски роман.
Четвъртият роман от поредицата „Законът повелява“ от 1998 г. е екранизиран през 2007 г. във филма „Жертва на спасение“ с участието на Кейси Афлек, Мишел Монахан, Морган Фрийман и Ед Харис.
През 2001 г. е публикуван романът му „Mystic River“. Той става бестселър на „Ню Йорк Таймс“, удостоен е с наградите „Антъни“ и „Бари“, и през 2003 г. е екранизиран във филма на Клинт Истууд „Реката на тайните“ с участието на Шон Пен, Тим Робинс и Кевин Бейкън.
През 2003 г. е издаден един от най-известните му романи „Злокобен остров“. През 2010 г. е адаптиран в едноименния филм с участието на Леонардо Ди Каприо, Емили Мортимър и Марк Ръфало.
През 2006 г. е издаден първият му роман „The Given Day“ от поредицата „Джо Кофлин“ – епична сага за живота и престъпността в Бостън в началото на 20 век. Вторият роман от поредицата „Те живеят в нощта“ е екранизиран през 2016 г. в едноименния филм с участието на Бен Афлек, Ел Фанинг и Брендан Глийсън.
През 2014 г. е издаден романа му „The Drop“ (Капката), който излиза заедно с филма „Мръсни пари“ с участието на Том Харди, Ноуми Рапас и Джеймс Гандолфини. И двете произведения са вдъхновени от неговия по-раншен разказ „Animal Rescue“.
Участва епизодично в телевизионната поредица „Касъл“, като заедно с Джеймс Патерсън, Стивън Канел и Майкъл Конъли, е един от приятелите по покер на Ричард Касъл.
Заедно с творческата си дейност чете лекции по творческо писане в колежа „Пайн Манър“, в Харвардския университет, от 2005 г. в Екърд Колидж, където е удостоен с титлата „доктор хонорис кауза“.
През 2011 г. писателят е назначен в настоятелството на Обществената библиотека на Бостън.
През 1999 г. се жени за Шийла Лаун, адвокат и прокурор. Развеждат се по-късно. Жени се втори път за д-р Анджела Бернардо. Имат една дъщеря.
Денис Лихейн живее със семейството си в Бостън и в Сейнт Питърсбърг, Флорида.

## Произведения

### Самостоятелни романи
- Mystic River (2001) – награда „Антъни“, „Бари“, „Mystere de la Critique“
- Shutter Island (2003)
Злокобен остров, изд.: „Интенс“, София (2009), прев. Деница Райкова
- The Drop (2014)
- Since We Fell (2017)

### Серия „Патрик Кензи и Анджела Дженаро“ (Kenzie and Gennaro)
1. A Drink before the War (1994)
2. Darkness, Take My Hand (1996)
3. Sacred (1997)
Нищо свято, изд.: ИК „ЕРА“, София (2004), прев. Петър Нинов
4. Gone, Baby, Gone (1998)
Законът повелява, изд.: ИК „ЕРА“, София (2004), прев. Марин Загорчев
5. Prayers for Rain (1999)
Сянка в дъжда, изд.: ИК „ЕРА“, София (2003), прев. Наташа Янчева
6. Moonlight Mile (2010)
7. Since We Fell (2017)

### Серия „Джо Кофлин“ (Coughlin)
1. The Given Day (2006)
2. Live by Night (2012) – награда „Едгар“
Те живеят в нощта, изд.: „Интенс“, София (2013, 2016), прев. Катя Христова
3. World Gone By (2015)

### Новели
- Red Eye (2014) – с Майкъл Конъли

### Сборници
- Coronado (2006)

### Екранизации
- 2003 Реката на тайните, Mystic River – по романа
- 2007 Жертва на спасение, Gone Baby Gone – по романа
- 2004 – 2008 Наркомрежа, The Wire – ТВ сериал, истории 3 епизода
- 2010 Злокобен остров, Shutter Island – по романа, изпълнителен продуцент
- 2011 Касъл, Castle – актьор, 1 епизод
- 2013 Престъпна империя, Boardwalk Empire – ТВ сериал, история 1 епизод
- 2014 Мръсни пари, The Drop – сценарий, по разказа „Animal Rescue“
- 2016 Те живеят в нощта, Live by Night – по романа, изпълнителен продуцент
- 2017 – Mr. Mercedes – истории 4 епизода